# 도나 윈스턴
도나 윈스턴은 미국 FX Networks 드라마 썬즈 오브 아나키에 등장하는 등장인물이다.
해리 오피 윈스턴의 첫 번째 부인이다. 잭슨 잭스 텔러와는 고교시절 친구이기도 하다. 해리 오피 윈스턴을 4년 동안 감옥 생활을 하게 한 샘크로 조직을 못마땅하게 여겨 해리 오피 윈스턴에게 지속적으로 탈퇴를 종용했다. 해리 오피 윈스턴의 자동차를 타고 가던 중 해리 오피 윈스턴 일가를 샘크로 조직 배신자로 잘못 오해했던 클라렌스 클레이 모로우, 알렉스 티그 트래거에 의해 살해당한다.